# Liste der Naturdenkmale in Waldbronn
| Naturdenkmale | Anzahl |
| ------------- | ------ |
| FND           | 2      |
| END           | 13     |
| Gesamt        | 15     |

Die Liste der Naturdenkmale in Waldbronn nennt die verordneten Naturdenkmale (ND) der im baden-württembergischen Landkreis Karlsruhe liegenden Gemeinde Waldbronn. In Waldbronn gibt es insgesamt 15 als Naturdenkmal geschützte Objekte, davon zwei flächenhafte Naturdenkmale (FND) und 13 Einzelgebilde-Naturdenkmale (END).
Stand: 1. November 2016.

## Flächenhafte Naturdenkmale (FND)
| Name                     | Bild | Kennung     | Einzelheiten        | Position | Fläche Hektar | Datum         |
| ------------------------ | ---- | ----------- | ------------------- | -------- | ------------- | ------------- |
| In den Neubrüch          | BW   | 82151100016 | Waldbronn           | ⊙        | 1,2           | 15. Dez. 1998 |
| Käppliswiesen            | BW   | 82151100015 | Karlsbad, Waldbronn | ⊙        | 3,4           | 15. Dez. 1998 |
| Legende für Naturdenkmal |      |             |                     |          |               |               |

## Einzelgebilde (END)
| Name                                     | Bild | Kennung     | Einzelheiten                                          | Position | Fläche Hektar | Datum         |
| ---------------------------------------- | ---- | ----------- | ----------------------------------------------------- | -------- | ------------- | ------------- |
| Birnbaum Am Stückele                     | BW   | 82151100014 | Waldbronn                                             | ⊙        | 0,0           | 6. Juni 1991  |
| Birnbaum an der Läng                     | BW   | 82151100006 | Waldbronn                                             | ⊙        | 0,0           | 22. Feb. 1989 |
| Birnbaum Knollengrub                     | BW   | 82151100013 | Waldbronn                                             | ⊙        | 0,0           | 6. Juni 1991  |
| Blutbuche vor der Kirche                 | BW   | 82151100003 | Waldbronn Nicht mehr in der LUBW-Datenbank vorhanden. | ⊙        | 0,0           | 9. März 1987  |
| Edelkastanie                             | BW   | 82151100007 | Waldbronn                                             | ⊙        | 0,0           | 22. Feb. 1989 |
| Eiche am Friedhof                        | BW   | 82151100001 | Waldbronn                                             | ⊙        | 0,0           | 9. März 1987  |
| Hetzelbrunnen                            | BW   | 82151100002 | Waldbronn                                             | ⊙        | 0,0           | 9. März 1987  |
| Linde bei der Anne-Frank-Schule          | BW   | 82151100010 | Waldbronn                                             | ⊙        | 0,0           | 6. Juni 1991  |
| Linde Waldstraße                         | BW   | 82151100008 | Waldbronn                                             | ⊙        | 0,0           | 6. Juni 1991  |
| Pfeiferige Häusle                        | BW   | 82151100004 | Waldbronn                                             | ⊙        | 0,0           | 9. März 1987  |
| Roßkastanie bei der Kirche               | BW   | 82151100009 | Waldbronn                                             | ⊙        | 0,0           | 6. Juni 1991  |
| 2 Solitäreichen Ecke Berg- und Talstraße | BW   | 82151100011 | Waldbronn                                             | ⊙        | 0,0           | 6. Juni 1991  |
| 5 Linden am Bahnhof Busenbach            | BW   | 82151100012 | Waldbronn                                             | ⊙        | 0,0           | 6. Juni 1991  |
| Legende für Naturdenkmal                 |      |             |                                                       |          |               |               |